# Morgex
Morgex is een gemeente in de Italiaanse regio Aostadal en telt 1938 inwoners (31-12-2004). De oppervlakte bedraagt 43,3 km², de bevolkingsdichtheid is 45 inwoners per km².

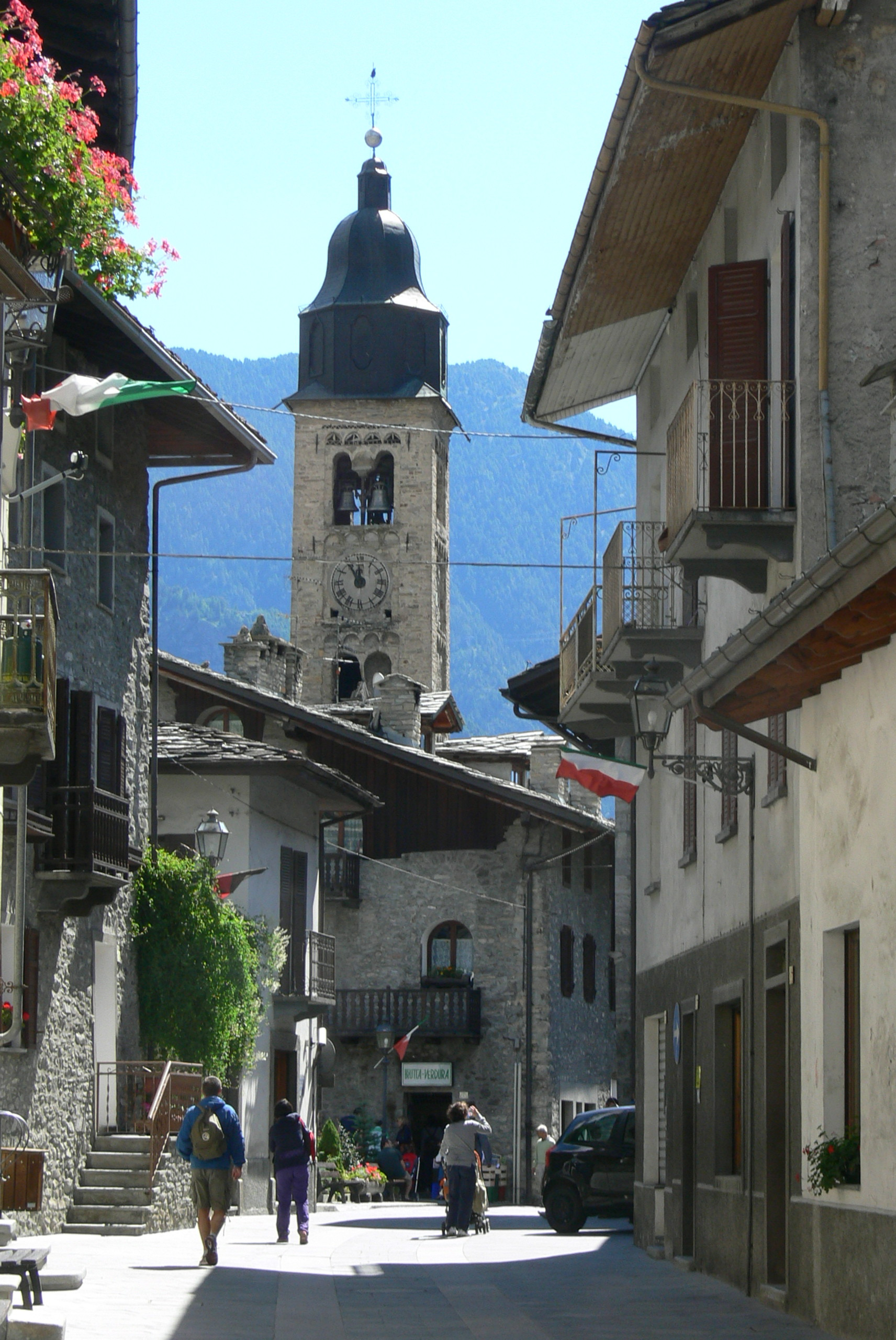
Rue du Valdigne, de hoofdstraat van Morgex
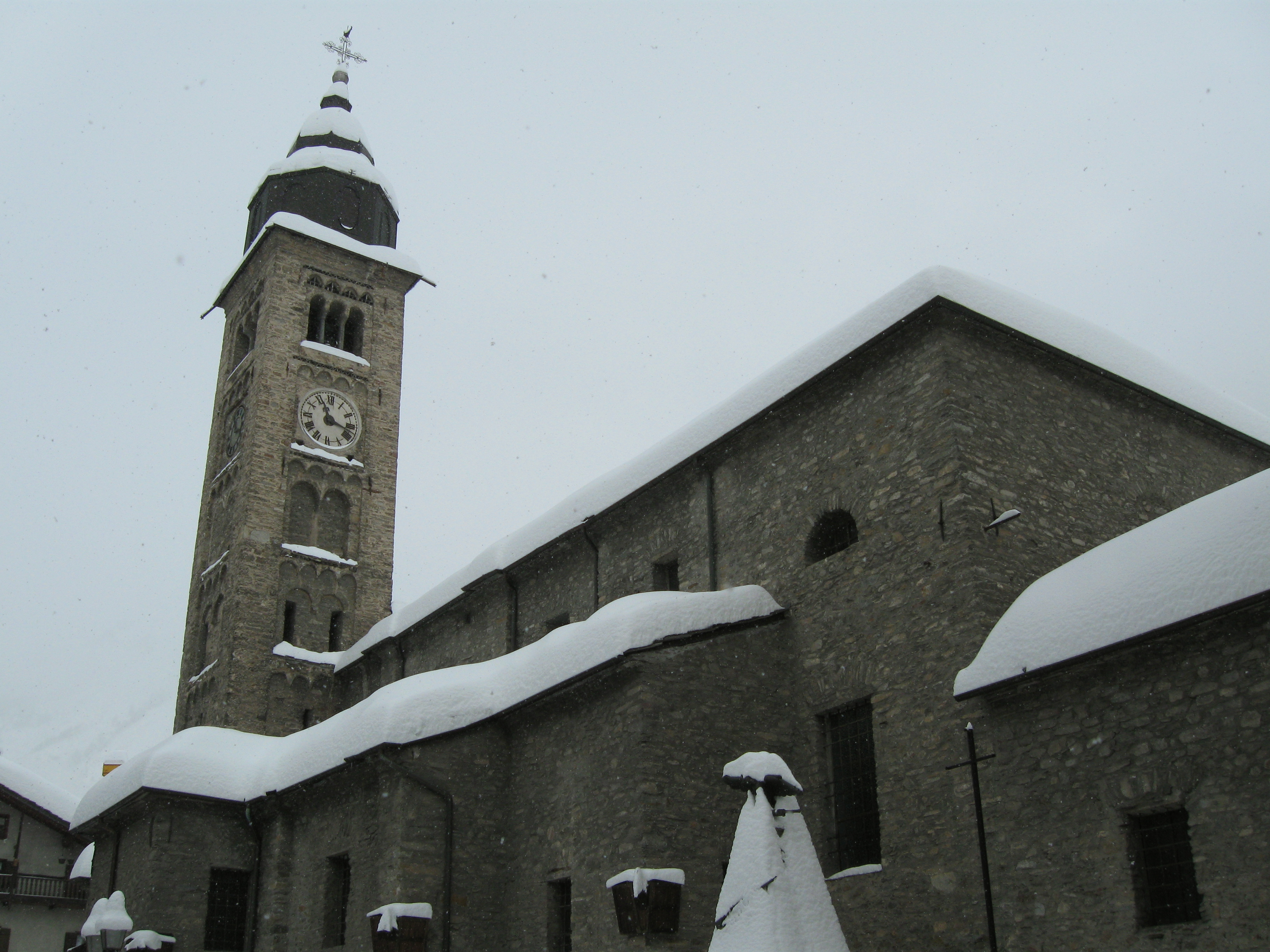
Kerk van Morgex

## Demografie
Morgex telt ongeveer 882 huishoudens. Het aantal inwoners steeg in de periode 1991-2001 met 6,1% volgens cijfers uit de tienjaarlijkse volkstellingen van ISTAT.
| Jaar | Inwoneraantal |
| ---- | ------------- |
| 1991 | 1797          |
| 2001 | 1907          |

## Geografie
De gemeente ligt op ongeveer 923 m boven zeeniveau.
Morgex grenst aan de volgende gemeenten: Courmayeur, La Salle, La Thuile, Pré-Saint-Didier.